# Néfiach
Néfiach (catalansk: Nefiac) er en by og kommune i departementet Pyrénées-Orientales i Sydfrankrig.

## Geografi
Néfiach ligger 20 km vest for Perpignan. Nærmeste byer er mod øst Millas (3 km), mod syd Corbère-les-Cabanes (5 km) og mod vest Ille-sur-Têt (5 km).

## Demografi

### Udvikling i folketal
| 1962                                                              | 1968 | 1975 | 1982 | 1990 | 1999 | 2007 | 2011  | 2017  |
| ----------------------------------------------------------------- | ---- | ---- | ---- | ---- | ---- | ---- | ----- | ----- |
| 853                                                               | 830  | 746  | 713  | 835  | 789  | 992  | 1.189 | 1.280 |
| Tal fra og med 1962 er uden dobbelttælling (sans doubles comptes) |      |      |      |      |      |      |       |       |